# Adenostoma fasciculatum
Adenostoma fasciculatum — вид квіткових рослин родини розові (Rosaceae).

## Поширення
Поширений на заході Північної Америки. У США розповсюджений у штатах Орегон, Невада та Каліфорнія. Також зустрічається у Мексиці у штаті Південна Каліфорнія. Цей чагарник є одним з найпоширеніших у біомі чапаралю.

## Опис
Adenostoma fasciculatum — це вічнозелений чагарник заввишки до 4 м. Листя дрібне, 4–10 мм завдовжки і 1 мм завширшки із загостреною вершиною. Листя блискуче, покрите легкозаймистими маслами, особливо у теплу погоду. Трубчасті квіти діаметром 5 мм, з п'ятьма пелюстками і довгими тичинками. Плід — суха сім'янка.